# 鄭義宣
鄭 義宣（チョン・ウィソン 朝鮮語: 정의선 Chung Eui-sun 1970年10月18日-）は大韓民国の実業家。現代自動車創業者である鄭周永の孫にあたり、2022年現在、現代自動車の事実上トップである。

## 経歴
高麗大学校を卒業後アメリカ合衆国へ留学。サンフランシスコ大学大学院で経済学を学んだ後、伊藤忠商事ニューヨーク支社勤務も経験した。現代自動車に入社後は、購買や営業、ジェネシスブランドのマーケティング担当を経て、傘下の起亜自動車社長も経験した。2018年9月、現代自動車首席副会長に就き、高齢の父、鄭夢九に代わり実質的な経営トップになった。また、2005年より大韓アーチェリー協会会長を務める。大韓アーチェリー（洋弓）協会は1983年に叔父の鄭夢準が創設し、1985年から鄭夢九が会長となって、それを受け継いだものである。
2023年、チャールズ3世より大英帝国勲章が授与された。